# 向井孝
向井孝（むかい こう/たかし、1920年10月4日 - 2003年8月6日）は、日本の詩人、社会運動家。

## 来歴
東京都出身。中央大学卒。1947年日本アナキスト連盟に加盟。1952年WRI(戦争抵抗者インター)に参加、1956年WRI日本部書記。「自由連合」「イオム通信」を発行。詩誌「コスモス」同人。

## 著書
- 『山鹿泰治 人とその生涯』青蛾房 1974
- 『アナキズムとエスペラント 山鹿泰治・人とその生涯』JCA出版 1980
- 『ビラについて　向井孝小詩集』WRI-JAPAN出版部 1983
- 『山鹿泰治　人とその生涯　新装・増補版』自由思想社 1984
- 『向井孝の詩』ウリージャパン出版部 1996
- 『アナキストたち 直接行動派の時代』「黒」発行所 2001
- 『暴力論ノート　非暴力直接行動とは何か』「黒」発行所 2002
- 『アナキストたち　〈無名〉の人びと』 「黒」発行所 2005
- 『暴力論ノート　非暴力直接行動とは何か 増補版』「黒」発行所 2011

### 共編著
- 『日本の反政治詩集』猪野健治,寺島珠雄共編 立風書房 1973
- 『まず、ぼくたち自身を問題にしよう 根づきの思想』渡辺一衛共編 太平出版社 1974
- 『エェジャナイカ、花のゲリラ戦記』水田ふう共著 径書房 1989
- 『女掠屋リキさん伝』水田ふう共著 「黒」発行所 2006

## 参考
- デジタル版日本人名大事典